# Senatswahl in Tschechien 2014
Bei der Senatswahl in Tschechien 2014 wurden 27 der 81 Sitze im Senat des Parlaments der Tschechischen Republik neu gewählt. Der erste Wahlgang fand am 10. und 11. Oktober 2014 statt, die Stichwahlen am 17. und 18. Oktober 2014.

## Wahlverfahren
Alle zwei Jahre werden ein Drittel der 81 Senatssitze (27 Sitze) für sechs Jahre neu besetzt. Dabei standen 2014 die Sitze der Wahlkreise 3, 6, 9, …, 81 zur Wahl. Der Senat wird in Einerwahlkreisen per Mehrheitswahl gewählt. Erhält keiner der Kandidaten eine absolute Mehrheit der Stimmen im ersten Wahlgang, findet eine Stichwahl zwischen den beiden bestplatzierten Kandidaten statt.

## Ausgangslage
Seit der Abgeordnetenhauswahl 2013 regierte eine Koalition aus ČSSD, ANO und KDU-ČSL unter Bohuslav Sobotka.
Die Česká strana sociálně demokratická (ČSSD) verfügte seit 2012 erneut über eine absolute Mehrheit im Senat. Bis zur Wahl 2014 hatten jedoch vier Senatoren die Partei verlassen, drei davon schlossen sich der Strana Práv Občanů (SPOZ) von Präsident Miloš Zeman an.
Die Amtsinhaber der neu zu besetzenden Sitze gehörten aufgrund der Senatswahl 2008 mehrheitlich der ČSSD an (21 Senatoren). Dazu kommen drei von der liberal-konservativen Občanská demokratická strana (ODS) und einer von der Komunistická strana Čech a Moravy (KSČM). Zwei ehemals sozialdemokratsiche traten gegen ČSSD-Kandidaten zur Wiederwahl an.
TOP 09 und STAN bildeten erneut ein Wahlbündnis mit gemeinsamen Kandidaten. Auch KDU-ČSL und die Grünen stellten in einigen Wahlkreisen gemeinsame Kandidaten auf.

## Ergebnisse

### Zusammenfassung
Die ČSSD wurde zwar erneut stärkste Kraft, verlor jedoch die absolute Mehrheit mit noch 33 von 81 Sitzen. Ihre Koalitionspartner ANO und KDU-ČSL konnten hingegen je vier bzw. sechs Sitze zulegen.  Ebenfalls hinzugewinnen konnten die Grünen, STAN und SPOZ, letztere vor allem durch Fraktionsübertritte von Senatoren, die nicht zur Wahl antreten mussten. Die ODS schnitt erneut schwach ab und verlor einen weiteren Sitz, ebenso die Kommunisten.
- KSČM: 1
- ČSSD: 33
- SPOZ: 4
- ANO: 4
- Sonst.: 2
- SZ: 4
- Piráti: 1
- STAN/SLK: 5
- S.cz: 2
- KDU: 10
- ODS: 14
- SsČR: 1

| Partei | Partei                                                                  | Erster Wahlgang | Erster Wahlgang | Erster Wahlgang | Zweiter Wahlgang | Zweiter Wahlgang | Zweiter Wahlgang | Sitze ohne Neuwahl | Sitze insgesamt | ±   |
| Partei | Partei                                                                  | Stimmen         | %               | Sitze           | Stimmen          | %                | Sitze            | Sitze ohne Neuwahl | Sitze insgesamt | ±   |
| ------ | ----------------------------------------------------------------------- | --------------- | --------------- | --------------- | ---------------- | ---------------- | ---------------- | ------------------ | --------------- | --- |
|        | Česká strana sociálně demokratická (ČSSD)                               | 226 239         | 22,04           | 0               | 165 629          | 34,95            | 10               | 23                 | 33              | −14 |
|        | ANO 2011 (ANO)                                                          | 180 136         | 17,55           | 0               | 71 739           | 15,14            | 4                | 0                  | 4               | +4  |
|        | Občanská demokratická strana (ODS)                                      | 118 268         | 11,52           | 0               | 53 149           | 11,21            | 2                | 12                 | 14              | −1  |
|        | Křesťanská a demokratická unie – Československá strana lidová (KDU-ČSL) | 102 898         | 10,02           | 0               | 87 682           | 18,50            | 5                | 5                  | 10              | +6  |
|        | Komunistická strana Čech a Moravy (KSČM)                                | 99 973          | 9,74            | 0               |                  |                  |                  | 1                  | 1               | −1  |
|        | TOP 09                                                                  | 87 123          | 8,49            | 0               | 30 476           | 6,43             | 0                | 0                  | 0               | −1  |
|        | Strana zelených (SZ)                                                    | 37 078          | 3,61            | 0               | 22,275           | 4,70             | 2                | 2                  | 4               | +3  |
|        | Strana Práv Občanů (SPOZ)                                               | 22 080          | 2,15            | 0               | 11 971           | 2,53             | 1                | 3                  | 4               | +3  |
|        | Starostové a nezávislí (STAN)                                           | 20 590          | 2,01            | 0               | 11 099           | 2,34             | 1                | 3                  | 4               | +1  |
|        | Strana soukromníků České republiky (SsČR)                               | 14 071          | 1,37            | 0               | 11 660           | 2,46             | 1                | 0                  | 1               | +1  |
|        | Starostové pro Liberecký kraj (SLK)                                     | 6 633           | 0,65            | 0               | 8 246            | 1,74             | 1                | 0                  | 1               | +1  |
|        | Česká pirátská strana (Piráti)                                          | 5 454           | 0,53            | 0               |                  |                  |                  | 1                  | 1               | ±0  |
|        | Ostravak                                                                | 4 605           | 0,45            | 0               |                  |                  |                  | 1                  | 1               | ±0  |
|        | Severočeši.cz (S.cz)                                                    |                 |                 |                 |                  |                  |                  | 2                  | 2               | ±0  |
|        | Nestraníci (NK)                                                         |                 |                 |                 |                  |                  |                  | 1                  | 1               | ±0  |
|        | Unabhängige                                                             | 15 228          | 1,48            | 0               |                  |                  |                  | 0                  | 0               | −2  |
|        | Sonstige Parteien                                                       | 86 239          | 8,38            | 0               |                  |                  |                  | 0                  | 0               | ±0  |
| Total  | Total                                                                   | 1 026 615       | 100,00          | 0               | 473 926          | 100,00           | 27               | 54                 | 81              | ±0  |

### Wahlkreisergebnisse

Wahlkreisgewinner nach Parteizugehörigkeit

|  | Česká strana sociálně demokratická Křesťanská a demokratická unie – Československá strana lidová ANO 2011 Občanská demokratická strana Strana zelených Strana Práv Občanů Starostové a nezávislí / Starostové pro Liberecký kraj Strana soukromníků České republiky Severočeši.cz Komunistická strana Čech a Moravy Česká pirátská strana Sonstige Parteien / Parteilose |

| Wahlkreis                | Wahlkreissieger | Wahlkreissieger | Wahlkreissieger     | Gegner (Stichwahl) | Gegner (Stichwahl) | Gegner (Stichwahl) | % der Stimmen (Stichwahl) |
| Wahlkreis                | Partei          | Partei          | Name                | Partei             | Partei             | Name               | % der Stimmen (Stichwahl) |
| ------------------------ | --------------- | --------------- | ------------------- | ------------------ | ------------------ | ------------------ | ------------------------- |
| 3 – Cheb                 |                 | ČSSD            | Miroslav Nenutil a  |                    | ANO                | Jiří Dufka         | 55,35                     |
| 6 – Louny                |                 | ANO             | Zdeňka Hamousová    |                    | ČSSD               | Marcel Chládek a   | 52,31                     |
| 9 – Plzeň-město          |                 | ODS             | Lumír Aschenbrenner |                    | ČSSD               | Václav Šimánek     | 54,26                     |
| 12 – Strakonice          |                 | ČSSD            | Karel Kratochvíle   |                    | TOP 09             | Martin Gregora     | 51,25                     |
| 15 – Pelhřimov           |                 | ČSSD            | Milan Štěch a       |                    | TOP 09             | Ivo Jahelka        | 61,70                     |
| 18 – Příbram             |                 | ODS             | Jiří Burian         |                    | ANO                | Vladimír Danda     | 62,57                     |
| 21 – Prag 5              |                 | SZ              | Václav Láska        |                    | ODS                | Pavel Žáček        | 65,08                     |
| 24 – Prag 9              |                 | ANO             | Zuzana Baudyšová    |                    | ODS                | Tomáš Kladívko a   | 62,53                     |
| 27 – Prag 1              |                 | KDU-ČSL         | Václav Hampl        |                    | ODS                | Zdeněk Schwarz a   | 68,44                     |
| 30 – Kladno              |                 | ČSSD            | Jiří Dienstbier b   |                    | TOP 09             | Michaela Vojtová   | 55,40                     |
| 33 – Děčín               |                 | STAN            | Zbyněk Linhart      |                    | ČSSD               | Jaroslav Sykáček a | 71,43                     |
| 36 – Česká Lípa          |                 | SLK             | Jiří Vosecký        |                    | ČSSD               | Karel Kapoun a     | 59,32                     |
| 39 – Trutnov             |                 | ANO             | Jiří Hlavatý        |                    | TOP 09             | Adolf Klepš        | 63,94                     |
| 42 – Kolín               |                 | ČSSD            | Emilie Třísková     |                    | ODS                | Milan Rak          | 56,24                     |
| 45 – Hradec Králové      |                 | ČSSD            | Jaroslav Malý       |                    | ODS                | Oldřich Vlasák     | 60,12                     |
| 48 – Rychnov nad Kněžnou |                 | ČSSD            | Miroslav Antl a     |                    | KDU-ČSL            | Luboš Řehák        | 59,76                     |
| 51 – Žďár nad Sázavou    |                 | KDU-ČSL         | František Bradáč    |                    | ČSSD               | Dagmar Zvěřinová a | 59,31                     |
| 54 – Znojmo              |                 | ČSSD            | Pavel Štohl         |                    | KDU-ČSL            | Jiří Němec         | 53,87                     |
| 57 – Vyškov              |                 | ČSSD            | Ivo Bárek a         |                    | KDU-ČSL            | Roman Celý         | 53,22                     |
| 60 – Brno-město          |                 | KDU-ČSL         | Zdeněk Papoušek     |                    | ČSSD               | Karel Doležal      | 63,69                     |
| 63 – Přerov              |                 | SZ              | Jitka Seitlová      |                    | ANO                | Antonín Prachař    | 54,26                     |
| 66 – Olomouc             |                 | KDU-ČSL         | Alena Šromová       |                    | ANO                | Jan Zahradníček    | 68,28                     |
| 69 – Frýdek-Místek       |                 | KDU-ČSL         | Jiří Carbol         |                    | ČSSD               | Jiří Hájek         | 56,01                     |
| 72 – Ostrava-město       |                 | ANO             | Peter Koliba        |                    | ČSSD               | Petr Mihálik       | 52,93                     |
| 75 – Karviná             |                 | ČSSD            | Radek Sušil a       |                    | ANO                | Martin Gebauer     | 62,63                     |
| 78 – Zlín                |                 | SPOZ            | František Čuba      |                    | ČSSD               | Alena Gajdůšková a | 54,01                     |
| 81 – Uherské Hradiště    |                 | SsČR            | Ivo Valenta         |                    | KDU-ČSL            | Pavel Botek        | 54,17                     |